# Zweite Front der Alliierten gegen die Achsenmächte im Zweiten Weltkrieg

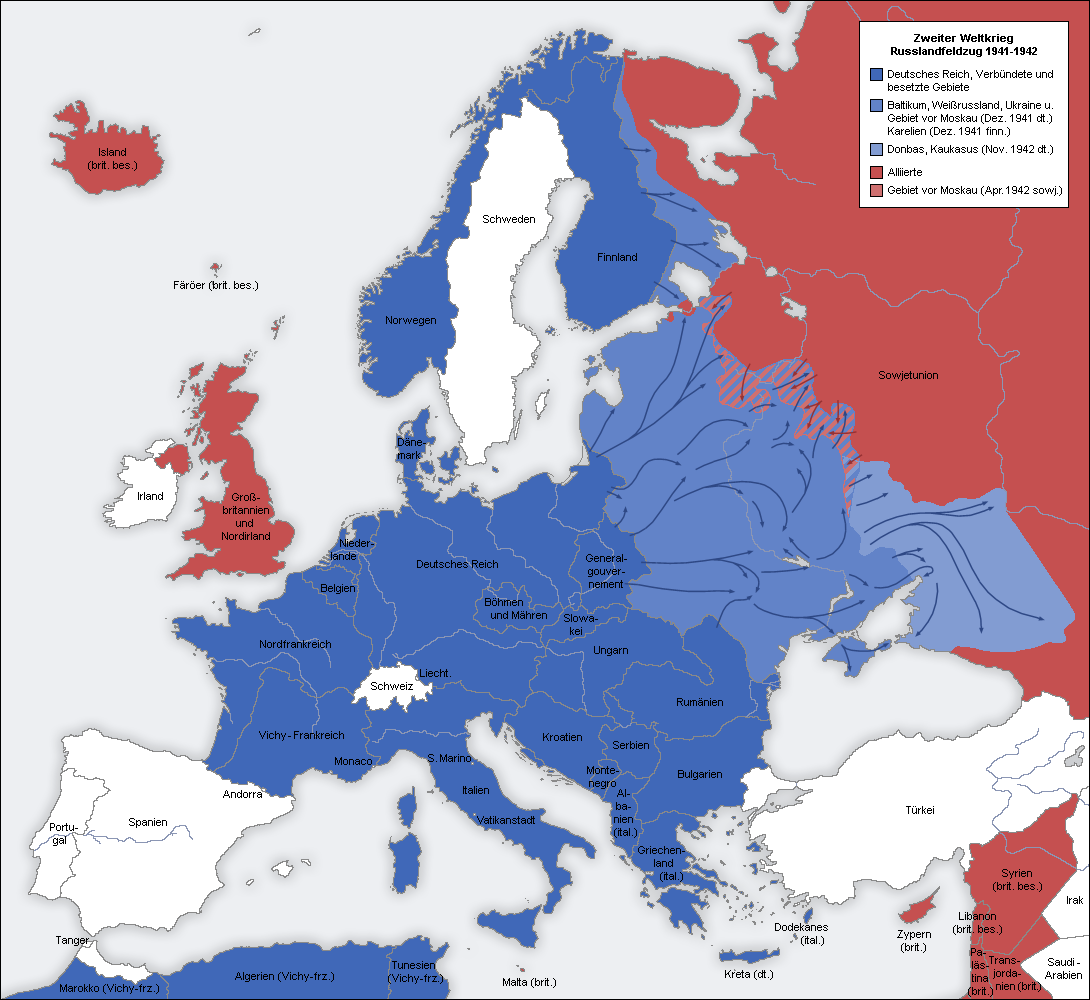
Europa unter Herrschaft der Achsenmächte, 1941/1942

Die Errichtung einer Zweiten Front in Europa war ein Ziel und eine Forderung der Sowjetunion an ihre Hauptverbündeten im Zweiten Weltkrieg, Großbritannien und die USA. Die bei weitem bedeutendste Front in Europa war von 1941 bis 1944 die Ostfront im Deutsch-Sowjetischen Krieg. Nach der Bildung der Anti-Hitler-Koalition im Dezember 1941 waren sich die beteiligten Staaten prinzipiell einig, dass Europa der wichtigste Kriegsschauplatz sein sollte (Germany first) und dass durch die Westalliierten eine zweite Front gegen die Achsenmächte errichtet werden sollte, um die Sowjetunion zu entlasten.
Mit welchen militärischen Operationen diese anglo-amerikanische Front aufgebaut werden sollte, blieb lange Zeit offen. Erst auf der Teheran-Konferenz Ende 1943 wurde festgelegt, dass im folgenden Frühjahr eine Invasion in Frankreich von Großbritannien aus erfolgen sollte. Zu diesem Zeitpunkt hatten amerikanische und britische Truppen bereits Nordafrika und den Süden Italiens besetzt und Italien hatte kapituliert. Es war jedoch den Beteiligten klar, dass das Engagement der Westmächte auf dem italienischen Kriegsschauplatz nicht ausreichte, um nennenswert zum Zusammenbruch des nationalsozialistischen Deutschen Reiches beizutragen.
Stalin und die Westalliierten beschlossen, dass im Mai 1944 eine Invasion in Nordfrankreich und wenig später eine Landung an der französischen Riviera stattfinden sollten. Gleichzeitig würde eine sowjetische Großoffensive im Osten Druck auf Deutschland ausüben. Stalin setzte in Teheran außerdem durch, dass Südosteuropa außerhalb der strategischen Planungen der Briten und Amerikaner blieb. Diese Beschlüsse erlangten strategische Bedeutung nicht nur für den Sieg der Anti-Hitler-Koalition. Nach dem Krieg hatte er auch Auswirkungen auf die Machtverhältnisse in Europa: Der größte Teil Südosteuropas wurde eine sowjetische Einflusszone (als Teil des Ostblocks).

## Ausgangslage
Im Zweiten Weltkrieg brach das Deutsche Reich nach der anfänglichen Besetzung weiter Teile Zentral-, West- und Südosteuropas im Juni 1941 den im August 1939 geschlossenen Nichtangriffspakt mit der Sowjetunion und überfiel seinen Nachbarn. Die Sowjetunion hatte daraufhin im Juli 1941 ein Militärbündnis mit Großbritannien geschlossen. Nach dem Angriff auf Pearl Harbor und dem Kriegseintritt der USA im Dezember wurde auf der Arcadia-Konferenz beschlossen, die Sowjetunion zunächst durch Luftangriffe auf den deutschen Machtbereich, durch verstärkte Hilfslieferungen sowie durch die Vertreibung der Achsenmächte aus Nordafrika zu unterstützen. Die Eröffnung einer zweiten Front in Europa wurde für das Jahr 1942 als unwahrscheinlich erklärt und für 1943 in Aussicht gestellt. Die UdSSR forderte in der Folge von ihren westalliierten Verbündeten, einen Zeitpunkt zu benennen, an dem die zweite Front gegen Deutschland eröffnet werden würde.
Besonders nach der Casablanca-Konferenz (Januar 1943), auf der der Vorrang des europäischen Kriegsschauplatzes vor der Kriegführung im Pazifik beschlossen wurde, wiederholte Josef Stalin seine Forderungen, als der Landetermin auf den Herbst 1943 verschoben wurde. Dahinter stand das Misstrauen, die Westmächte würden absichtlich die Errichtung der „zweiten Front“ verzögern, damit Deutschland und die Sowjetunion gegenseitig ihre Kräfte abnutzen.  Der DDR-Historiker Olaf Groehler zitiert dazu eine Äußerung des amerikanischen Generals Albert Wedemeyer, der mit dem Victory-Plan die strategische Konzeption der USA im Zweiten Weltkrieg ausarbeitete. Dieser schrieb in seinen Erinnerungen:

„Nachdem die Sowjetunion und Deutschland - am 22. Juni 1941 - [...] ihre traditionelle Rolle von Urfeinden übernommen hatten, war es meine oft ausgesprochene Überzeugung, daß die Westmächte sich so ruhig, wie die Situation es erlaubte, verhalten sollten, während die beiden Kolosse sich gegenseitig zermalmten. England und möglicherweise die Vereinigten Staaten konnten dann einschreiten und die historische Rolle ausüben, das Gleichgewicht der Kräfte wiederherzustellen, und damit die Vorherrschaft sowohl der Kommunisten wie der Faschisten in Europa verhindern.“

Bis Kriegsende kämpften stets – also auch nach der Eröffnung weiterer Fronten in Italien und in der Normandie – zwischen 60 und 80 Prozent aller deutschen Truppen an der Ostfront gegen die Sowjetunion. Gemessen an den Verlustzahlen fanden bis zur Landung in der Normandie sogar 90 % der Kämpfe im Osten statt.
Allerdings hatte Großbritannien bereits seit September 1939 gegen das nationalsozialistische Deutschland gekämpft: zur See, in der Luft und in Nordafrika an Land, zeitweilig auch in Norwegen, Belgien, Frankreich und Griechenland. Die USA versorgten seit dieser Zeit Großbritannien mit Material und später auch die Sowjetunion (Leih- und Pachtgesetz). Seit Dezember 1941 standen die USA und Großbritannien auch im Krieg gegen Japan. Am 8. November 1942 eröffneten beide Mächte lediglich eine Nebenfront in Nordwestafrika (Operation Torch), das bis dahin von Vichy-Frankreich gehalten wurde, das mit Deutschland kollaborierte. Diese Front rückte im Sommer 1943 nach Süditalien (Juli: Operation Husky auf Sizilien, September: Invasion auf dem Festland) und führte dazu, dass Mussolini am 25. Juli gestürzt wurde, band aber keine deutsche Truppen in dem Maße, wie die Sowjets es sich erhofften.

## Landung in Frankreich

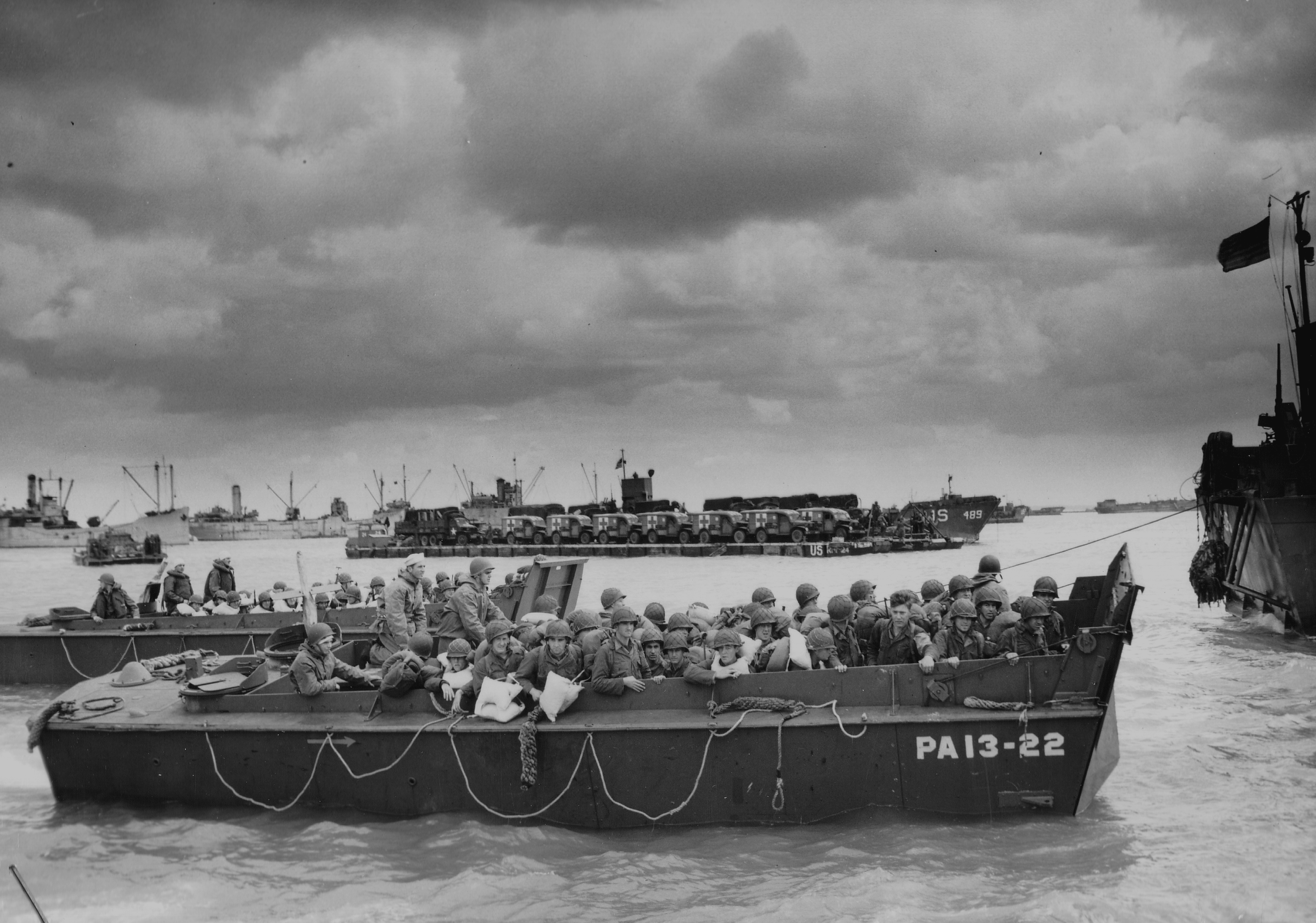
Alliierte Schiffe bei der Landung in der Normandie, 6. Juni 1944

Zwischen den USA und Großbritannien war eine mögliche Landung in Frankreich umstritten. Der britische Premierminister Winston Churchill bevorzugte eine Landung in Südosteuropa, nämlich in Jugoslawien. Das lag nicht im Rücken der Deutschen, sondern an der Flanke der Sowjets. Die britische Absicht war es, einem Vormarsch der sowjetischen Truppen wenigstens auf dem Westbalkan und in Griechenland zuvorzukommen. Idealerweise sollten westalliierte Truppen Ungarn, Rumänien und Bulgarien erreichen, bevor diese Verbündeten Deutschlands vor der Sowjetunion kapitulieren. Eine rasche Landung in Nordfrankreich erschien Churchill hingegen zu riskant. Die USA hingegen wollten möglichst früh diese Landung, da Frankreich und Westeuropa bedeutender waren als Südosteuropa, unter anderem, was die wirtschaftliche Leistungsfähigkeit anging.
Im Juni 1944 kam es schließlich mit der Operation Overlord zur – in der Tat äußerst schwierigen – Landung in der Normandie. Diese Westfront brachte die westalliierten Truppen bis nach Belgien und die südlichen Niederlande. Im September desselben Jahres versuchten sie mit der Operation Market Garden sogar, direkt nach Deutschland (in der Nähe von Arnheim) vorzudringen. Der Versuch scheiterte, und erst im März/April 1945 kamen die Westalliierten (Operation Plunder) ins strategisch wichtige Ruhrgebiet.